# Derrick James
Derrick Rafael James Colón, mais conhecido como Derrick James (San Juan, Porto Rico, dia 11 de Outubro de 1983) é um ator, modelo e cantor porto-riquenho. Se tornou mais conhecido ao participar da telenovela Rebelde no papel de Santos Echagüe Uchoa (Santos).

## Carreira
Em 2004, foi para o Estados Unidos para estudar Medicina Veterinária,
teve que conciliar seus estudos com o trabalho de modelo em comerciais e revistas. Foi para a Cidade do México, onde foi convidado a estudar na CEA (Centro de artes educação Televisa) naquele país. Em 2004, James também viveu algo com a cubana-americana atriz Elizabeth Melendez.
Seu primeiro papel como ator foi na segunda temporada de Rebelde uma adaptação da telenovela Rebelde Way (Argentina), onde ele interpretou o Diego Echagüe Uchoa (Santos). 
Em 2007, é convidado pelo Pedro Damián, a entra para o elenco de Lola, érase una vez O Porto-riquenho desempenha o papel de Marcus Von Ferdinand, dando a vida a um dos protagonistas. 
Em 2008, entra no elenco de Al diablo con los guapos produzido pela Televisa, interpretando o Ramses.
Em 2009, entra no elenco de Verano de amor, interpretando Darío Escudero.

## Filmografia
| Televisão | Televisão                | Televisão                    | Televisão |
| Ano       | Título                   | Papel                        |           |
| --------- | ------------------------ | ---------------------------- | --------- |
| 2005 2006 | Rebelde                  | Diego Echagüe Uchoa (Santos) |           |
| 2007      | RBD, la familia          | Rick                         |           |
| 2007 2008 | Lola, érase una vez      | Marcus Von Ferdinand         |           |
| 2008      | Al diablo con los guapos | Ramses                       |           |
| 2009      | Verano de amor           | Darío Escudero               |           |
| 2016      | Amo despertar contigo    | Rocco                        |           |
| 2016      | Vino el amor             | agente McAllen               |           |
| 2019      | Nicky Jamón El Ganador   |                              |           |